# Довнево
Довнево (пол. Downiewo) — село в Польщі, у гміні Ґрудек Білостоцького повіту Підляського воєводства.
Населення — 81 особа (2011).
У 1975-1998 роках село належало до Білостоцького воєводства.

## Демографія
Демографічна структура станом на 31 березня 2011 року:
|          | Загалом | Допрацездатний вік | Працездатний вік | Постпрацездатний вік |
| -------- | ------- | ------------------ | ---------------- | -------------------- |
| Чоловіки | 40      | 4                  | 31               | 5                    |
| Жінки    | 41      | 7                  | 21               | 13                   |
| Разом    | 81      | 11                 | 52               | 18                   |